# Stopplaats Elsloo
Stopplaats Elsloo (telegrafische code: eo) is een voormalig stopplaats aan de Nederlandse spoorlijn Maastricht - Venlo, destijds aangelegd door de Staat der Nederlanden en geëxploiteerd door de Maatschappij tot Exploitatie van Staatsspoorwegen (MESS of SS). De stopplaats lag ten zuiden van Elsloo, ten noorden van Catsop en ten oosten van Terhagen. Aan de spoorlijn werd de stopplaats voorafgegaan door station Geulle en gevolgd door station Beek (ook wel Station Beek-Elsloo genoemd). Stopplaats Elsloo werd geopend op 1 december 1919 en gesloten op 22 mei 1937. Bij de stopplaats was een stationsgebouw aanwezig.